# Grabs
Grabs egy svájci település a Sankt Gallen kantonjához tartozó Werdenberg kerületben. Grabs Alt St. Johann, Gams, Sevelen, Walenstadt, Wildhaus és Buchs községekkel határos.